# Elecciones presidenciales de Benín de 2021
Las elecciones presidenciales se celebraron en Benín el 11 de abril de 2021 para elegir al Presidente de la República de Benín por un período de cinco años. El actual presidente Patrice Talon fue reelegido para un segundo mandato con el 86% de los votos.
La votación se realizó en un contexto de acusaciones de autoritarismo y restricciones a la democracia dirigidas contra el presidente saliente y una revisión constitucional adoptada dos años antes que endureció drásticamente las condiciones para las candidaturas. Contra Patrice Talon solo se presentaron dos candidatos, Alassane Soumanou y Corentin Kohoué, cuyas candidaturas de hecho habían requerido de la aprobación de miembros de los partidos oficialistas, lo que llevó a parte de la oposición a calificarlos como candidatos títeres.

## Resultados
|                           | Patrice Talon Mariam Chabi Talata | Independiente                          | 1 982 534 | 86,30 |  |  |
|                           | Alassane Soumanou Paul Hounkpe    | Fuerzas Cauris para un Benín Emergente | 261 096   | 11,36 |  |  |
|                           | Corentin Kohoué Irénée Agossa     | Los Demócratas                         | 53 685    | 2,34  |  |  |
|                           |                                   |                                        |           |       |  |  |
| Votos válidos             | Votos válidos                     | Votos válidos                          | 2 297 315 | 94,48 |  |  |
| Votos blancos y nulos     | Votos blancos y nulos             | Votos blancos y nulos                  | 134 099   | 5,52  |  |  |
| Total                     | Total                             | Total                                  | 2 431 414 | 100   |  |  |
| Abstención                | Abstención                        | Abstención                             | 2 370 889 | 49,37 |  |  |
| Inscritos / participación | Inscritos / participación         | Inscritos / participación              | 4 802 303 | 50,63 |  |  |